# 长胜镇 (敖汉旗)
长胜镇，是中华人民共和国内蒙古自治区赤峰市敖汉旗下辖的一个乡镇级行政单位。

## 行政区划
长胜镇下辖以下地区：
清河村、长青村、长胜甸子村、陈家围子村、马架子村、坤头岭村、长胜村、乌兰巴苏村、白土梁子村、六顷地村、孟克敖村、齐家窝铺村、榆树林子村和六合号村。